# トライマイベスト
トライマイベスト（英：Try My Best）は、アメリカ合衆国生産、アイルランド調教の競走馬。主な勝ち鞍は1977年のデュハーストステークス(GI)。全弟に英2000ギニーなどGI3勝のエルグランセニョールがいる。

## 経歴
1975年にアメリカ合衆国で誕生。アイルランドのヴィンセント・オブライエン厩舎から競走馬としてデビューし、2歳時にG1デュハーストステークスを制覇。しかし、生まれつき前脚の形状に異常があった影響で大成を果たせず、通算5戦4勝（重賞3勝）の成績で現役を引退した。
種牡馬としては1986年のブリーダーズカップ・マイルなどを制し、種牡馬としても成功を収めたラストタイクーンの父として知られる。種牡馬としての主要な活躍の場はイタリアであり、1990年・1992年に同国のリーディングサイアーに輝いている。ジョッキークラブによると、通算408頭の産駒のうち233頭（57.1%）が勝ち上がり、30頭（7.8%）がステークスウイナーとなっている。
1992年に17歳で日本へ輸入された。翌1993年から供用が開始されたが、同年6月25日に死亡し、日本では僅かな産駒しか残すことができなかった。その中から、1995年のクローバー賞(OP)を制し、翌年の牡馬クラシック三競走に皆勤したオンワードアトゥが出ている。代表産駒であるラストタイクーンを母の父に持つキングカメハメハの種牡馬としての成功により、日本では多数の活躍馬の5代血統表中に本馬の名が見られるようになった。
またひ孫にあたるアクラメーションとその仔ダークエンジェルがヨーロッパで主に短距離路線で種牡馬として大成功を収めており、ヨーロッパ競馬界で特異な存在感を示している。

### 主な産駒
- ラストタイクーン(Last Tycoon) - 1986年ブリーダーズカップ・マイルなどGIを3勝。
- マイベストバレンタイン(My Best Valentine) - 1998年アベイ・ド・ロンシャン賞
- オンワードアトゥ - 1995年コスモス賞
- ワージブ - 種牡馬

## 血統表
| トライマイベストの血統       | トライマイベストの血統                                         | トライマイベストの血統                                         | （血統表の出典）                                               | （血統表の出典） |
| 父系                         | ノーザンダンサー系                                             | ノーザンダンサー系                                             | ノーザンダンサー系                                             | [ § 2 ]          |
| 父 Northern Dancer 1961 鹿毛 | 父の父Nearctic 1954 黒鹿毛                                     | Nearco                                                         | Pharos                                                         | Pharos           |
| 父 Northern Dancer 1961 鹿毛 | 父の父Nearctic 1954 黒鹿毛                                     | Nearco                                                         | Nogara                                                         |                  |
| 父 Northern Dancer 1961 鹿毛 | 父の父Nearctic 1954 黒鹿毛                                     | Lady Angela                                                    | Hyperion                                                       | Hyperion         |
| 父 Northern Dancer 1961 鹿毛 | 父の父Nearctic 1954 黒鹿毛                                     | Lady Angela                                                    | Sister Sarah                                                   |                  |
| 父 Northern Dancer 1961 鹿毛 | 父の母Natalma 1957 鹿毛                                        | Native Dancer                                                  | Polynesian                                                     | Polynesian       |
| 父 Northern Dancer 1961 鹿毛 | 父の母Natalma 1957 鹿毛                                        | Native Dancer                                                  | Geisha                                                         |                  |
| 父 Northern Dancer 1961 鹿毛 | 父の母Natalma 1957 鹿毛                                        | Almahmoud                                                      | Mahmoud                                                        | Mahmoud          |
| 父 Northern Dancer 1961 鹿毛 | 父の母Natalma 1957 鹿毛                                        | Almahmoud                                                      | Arbirator                                                      |                  |
| 母 Sex Appeal 1970 栗毛      | 母の父Buckpasser 1963 鹿毛                                     | Tom Fool                                                       | Menow                                                          | Menow            |
| 母 Sex Appeal 1970 栗毛      | 母の父Buckpasser 1963 鹿毛                                     | Tom Fool                                                       | Gaga                                                           |                  |
| 母 Sex Appeal 1970 栗毛      | 母の父Buckpasser 1963 鹿毛                                     | Busanda                                                        | War Admiral                                                    | War Admiral      |
| 母 Sex Appeal 1970 栗毛      | 母の父Buckpasser 1963 鹿毛                                     | Busanda                                                        | Businesslike                                                   |                  |
| 母 Sex Appeal 1970 栗毛      | 母の母Best in Show 1965 栗毛                                   | Traffic Judge                                                  | Alibhai                                                        | Alibhai          |
| 母 Sex Appeal 1970 栗毛      | 母の母Best in Show 1965 栗毛                                   | Traffic Judge                                                  | Traffic Court                                                  |                  |
| 母 Sex Appeal 1970 栗毛      | 母の母Best in Show 1965 栗毛                                   | Stolen Hour                                                    | Mr.Busher                                                      | Mr.Busher        |
| 母 Sex Appeal 1970 栗毛      | 母の母Best in Show 1965 栗毛                                   | Stolen Hour                                                    | Late Date                                                      |                  |
| 母系(F-No.)                  | Best in Show系(FN:8-f)                                         | Best in Show系(FN:8-f)                                         | Best in Show系(FN:8-f)                                         | [ § 3 ]          |
| 5代内の近親交配              | War Admiral4×5＝9.38%、Hyperion4×5＝9.38%、Discovery5×5＝6.25% | War Admiral4×5＝9.38%、Hyperion4×5＝9.38%、Discovery5×5＝6.25% | War Admiral4×5＝9.38%、Hyperion4×5＝9.38%、Discovery5×5＝6.25% | [ § 4 ]          |
| 出典                         | 1. 2. 3. 4.                                                    | 1. 2. 3. 4.                                                    | 1. 2. 3. 4.                                                    | 1. 2. 3. 4.      |